# 梅雅讷莱萨莱斯
梅雅讷莱萨莱斯（法語：Méjannes-lès-Alès，法語發音：[meʒan lɛ.z‿alɛs]，意为“阿莱斯附近的梅雅讷”）是法国加尔省的一个市镇，位于该省中北部，属于阿莱斯区。

## 地理
梅雅讷莱萨莱斯（44°5'51"N, 4°9'7"E）面积6.58 平方千米，位于法国奧克西塔尼大區加尔省，该省份为法国南部沿海省份，南端濒地中海，北起顺时针与阿尔代什省、沃克吕兹省、罗讷河口省、埃罗省、阿韦龙省和洛泽尔省接壤。
与梅雅讷莱萨莱斯接壤的市镇（或旧市镇、城区）包括：多镇、蒙斯、蒙泰伊、圣伊莱尔-德布雷特马斯、圣普里瓦德维约。

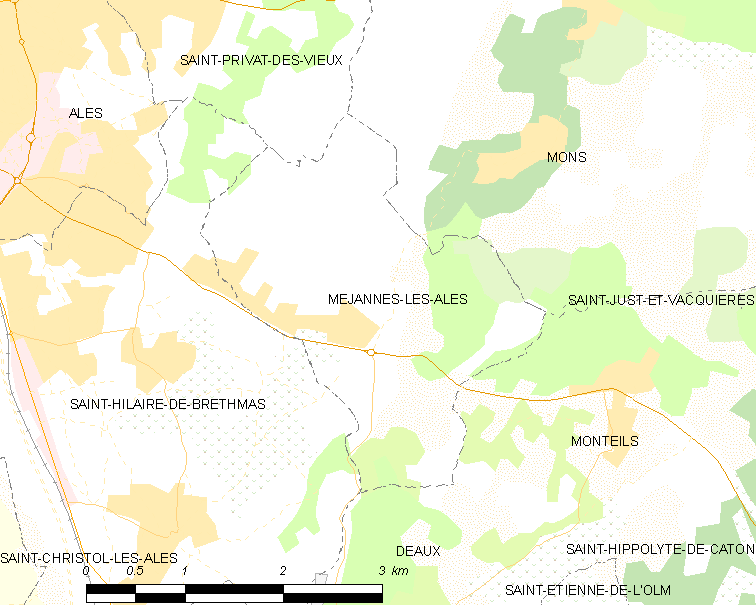
梅雅讷莱萨莱斯的OSM定位图

梅雅讷莱萨莱斯的时区为UTC+01:00、UTC+02:00（夏令时）。

## 行政
梅雅讷莱萨莱斯的邮政编码为30340，INSEE市镇编码为30165。

## 政治
梅雅讷莱萨莱斯所属的省级选区为阿莱斯第三县。

## 人口

1962-2008年间梅雅讷莱萨莱斯人口变化图示

梅雅讷莱萨莱斯于2022年1月1日时的人口数量为1232人。